# Одаја Манолаке (Галац)
Одаја Манолаке (рум. Odaia Manolache) насеље је у Румунији у округу Галац у општини Ванатори. Oпштина се налази на надморској висини од 69 m.

## Становништво
Према подацима из 2002. године у насељу је живело 1590 становника, од којих су сви румунске националности.